# Active Member
Active Member est un groupe de hip-hop et low bap grec, originaire d'Athènes. Il est formé en 1992 par Michalis Mitakidis (alias B.D.Foxmoor), Nikitas Klint (alias X-Ray) et Dimitris Kritikos (alias DJ MCD).

## Biographie

### Débuts (1992–1994)
Active Member est formé en 1992 par le producteur B.D. Foxmoor. Active Member est l'un des premiers groupes ayant significativement contribué au développement du hip-hop en Grèce, aux côtés d'autres groupes comme Terror X Crew et FF.C. Son fondateur, B.D. Foxmoor (Mihalis Mitakidis) est l'un des premiers rappeurs à rapper en grec après avoir assisté un rappeur canado-grec en concert lors d'un festival en 1985,. La première chanson en grec enregistrée par Active Member et DJ K est un reprise de la chanson Ain't Nobody de Chaka Khan. 
En 1993, Xray (Nikitas Clint) et Real D (Dimitris Konstantopoulos) se joignent à B.D. Foxmoor dans le but de regrouper au maximum de personnes à leur cause musicale, le hip-hop, encore très méconnu à cette période en Grèce. Cette même année, le groupe publie son premier album studio, Διαμαρτυρία, au label Freestyle Productions. B.D. Foxmoor, de son côté, publie son premier album solo, I'm Still an Active Member (500 exemplaires), et suit en 1994 du deuxième album du groupe, Στην ώρα των σκιών, toujours au label Freestyle Productions.

### Low bap et période Warner (1995–2002)
En 1995, Active Member attire l'intérêt des maisons de disques, et devient le tout premier groupe de hip-hop grec à signer un contrat avec une société de disques multinationale, Warner Music. En quelques mois, Active Member enregistre et publie son troisième album, Το μεγάλο κόλπο, la même année. Il comprend des singles connus tels que Άκου μάνα et Πρόσφυγας. B.D Foxmoor et le reste des Active Member décident par la suite de lancer leur propre style de hip-hop, plutôt que de copier celui importé des États-Unis. C'est ainsi que nait le sous-genre musical low bap, terme pour lequel le groupe est le plus souvent crédité par les médias et la presse spécialisée. Le low bap se caractérise par des passages beaucoup plus instrumentaux que samplés, comme le sont la plupart des chansons hip-hop de cette période. Cette année-là, DJ MCD quitte le groupe.
En 1996, le quatrième album d'Active Member, Από τον τόπο της φυγής est édité par Warner. Le single Για τ' αδέρφια που χαθήκανε νωρίς est le premier extrait de l'album à être publié. En 1997, Real D quitte le groupe, et forme en novembre de cette année, le groupe Deadlock. En 1998, l'album Μύθοι του βάλτου est publié ; il est considéré par beaucoup comme le pilier de la scène hip-hop grecque. La même année sort Umicah, une collaboration de Xray avec le groupe de low bap Prohja. En août 1998, Active Member lance son émission Ονειρολόγιο sur Radio FM.
Après une année d'absence, en 2000, Active Member revient avec la sortie d'un sixième album, Μέρες παράξενες, θαυμάσιες μέρες, suivi de la sortie du CD live/remix homonyme au début de l'année. Le premier CD comprend des enregistrements live et le deuxième, des remixes de leurs chansons, soit par le groupe lui-même, soit par d'autres artistes tels que Sadahzinia, Babylon et Brigada. Le 1er octobre 2001, l'album Στον καιρό του αλλόκοτου φόβου est publié ; les titres sont enregistrés aux Roll Over et Mark Angelo Studios à Londres, et au Twin Peaks au Pays de Galles, où ils collaborent avec le musicien et ingénieur-son Adam Fuest (Pink Floyd, David Bowie et The Cure).
Au cours de l'été 2002, Xray annonce la décision de quitter le groupe pour des raisons personnelles, laissant le groupe avec un seul membre, B.D. Foxmoor. Cependant, il participe à l'album Πέρασμα στ' ακρόνειρο, sorti le 12 décembre, et sort son album solo, 02/12/02, le 1er octobre.

### Dernières activités (depuis 2003)
En 2003, B.D. Foxmoor décide de recruter DJ Booker et Sadahzinia, qui était déjà impliqué dans des albums et concerts du groupe depuis 1994. N'ayant plus qu'un seul album à publier chez Warner Music afin d'honorer leur contrat, B.D. Foxmoor lance en avril 2003 le label indépendant 8ctagon, avec Sadahzinia. Cette année, B.D Foxmoor. et Sadahzinia publient leur quatrième albums solo. En 2004, Active Member publie son premier album en deux ans, et dernier chez Warner, intitulé Fiera. Cet album comprend la chanson No Man's Land de B.D. Foxmoor et Rodney P publié comme chanson bonus sur 8ctagon.
En 2005, B.D. Foxmoor lance son cinquième album Wasted in Hiphopoly et, le 11 octobre 2005, un dixième album, Blah-Blasphemy, qui se compose d'un CD et d'un DVD. En 2006 sort le cinquième album solo de Sadahzinia, Πετρανάσα. Le 18 novembre la même année, sort une suite de l'album Blah-Blasphemy, intitulée Blah-Blasphemy 2 sous format double-vinyle.
En 2009, le treizième album d'Active Member, Απ'της φτιάξης μας τα λάθια en double LP et double version CD, suivie d'un best-of du même album et de l'album live Tribute Live Active Member.
En 2011, le quatorzième album d'Active Member, Στων βουβών την εσχατιά, est publié. En décembre 2012 sort le quinzième album, με τίτλο Αρσενάλι. À l'été 2014, leur seizième album, Cosmos Alivas (vinyle et CD), est publié. En 2015, le groupe annonce la fin de ses activités, et un tout dernier album, intitulé Κάρπιμο.

## Discographie

### Albums studio
- 1993 : Διαμαρτυρία (Freestyle Productions)
- 1994 : Στην ώρα των σκιών (Freestyle Productions)
- 1995 : Tο μεγάλο κόλπο (Warner)
- 1996 : Από τον τόπο της φυγής (Warner)
- 1998 : Μύθοι του βάλτου (Warner)
- 2000 : Μέρες παράξενες, θαυμάσιες μέρες (Warner)
- 2001 : Στον καιρό του αλλόκοτου φόβου (Warner)
- 2002 : Πέρασμα στ' ακρόνειρο (Warner)
- 2004 : Fiera (Warner)
- 2005 : Ap' to Megalo Kolpo sti Fiera (From 'Big Game' to 'Fiera') (Warner)
- 2007 : Klasika ki agapimena (live hxografisi apo no sponsors jam)
- 2008 : Skieratsa (incluant Blah-Blasphemy 2, Bathiskiota, Apnoia) (8ctagon, 3CD)
- 2009 : Απ'της φτιάξης μας τα λάθια
- 2011 : Στων βουβών την εσχατιά
- 2012 : Αρσενάλι
- 2014 : Cosmos Alivas

### Album live
- 2000 : Live/Remix (Warner, 2CD)
- 2005 : Blah-Blasphemy (8ctagon, CD+DVD)

### CD Singles
- 1995 : Akou Mana (Listen Up, Mother) (Warner, promo maxi 12")
- 1996 : Prosfigas (Refugee) (Warner, promo maxi 12")
- 1997 : Gia Ta Aderfia Pou Chathikane Noris (Dedicated to the Lost Brothers) (Warner, CD single)
- 2002 : 2/12/2002 (Warner, CD single)
- 2007 : Xrewse ta sti fwtia/Xrewse ta ki auta sti fwtia (vinyle 7")
- 2008 : Fysaei kontra (vinyle 7")